# Біволаре
Бівола́ре (болг. Биволаре) — село в Плевенській області Болгарії. Входить до складу общини Долішня Митрополія.

## Населення
За даними перепису населення 2011 року у селі проживали 589 осіб.
Національний склад населення села:
| Національність   | Кількість осіб | Відсоток |
| ---------------- | -------------- | -------- |
| болгари          | 489            | 92,3%    |
| турки            | 39             | 7,4%     |
| Всього відповіли | 530            |          |

Розподіл населення за віком у 2011 році:
Динаміка населення: